# Polička
Polička (německy Politschka, Politz (1265), Politz am Weissbach) je město, které se nachází v okrese Svitavy ve východní části Čech, v blízkosti zemské hranice s Moravou, v kotlině při Bílém potoku, asi 17 km západně od Svitav. Historické jádro je městskou památkovou zónou. Žije zde přibližně 9 100 obyvatel.

## Historie

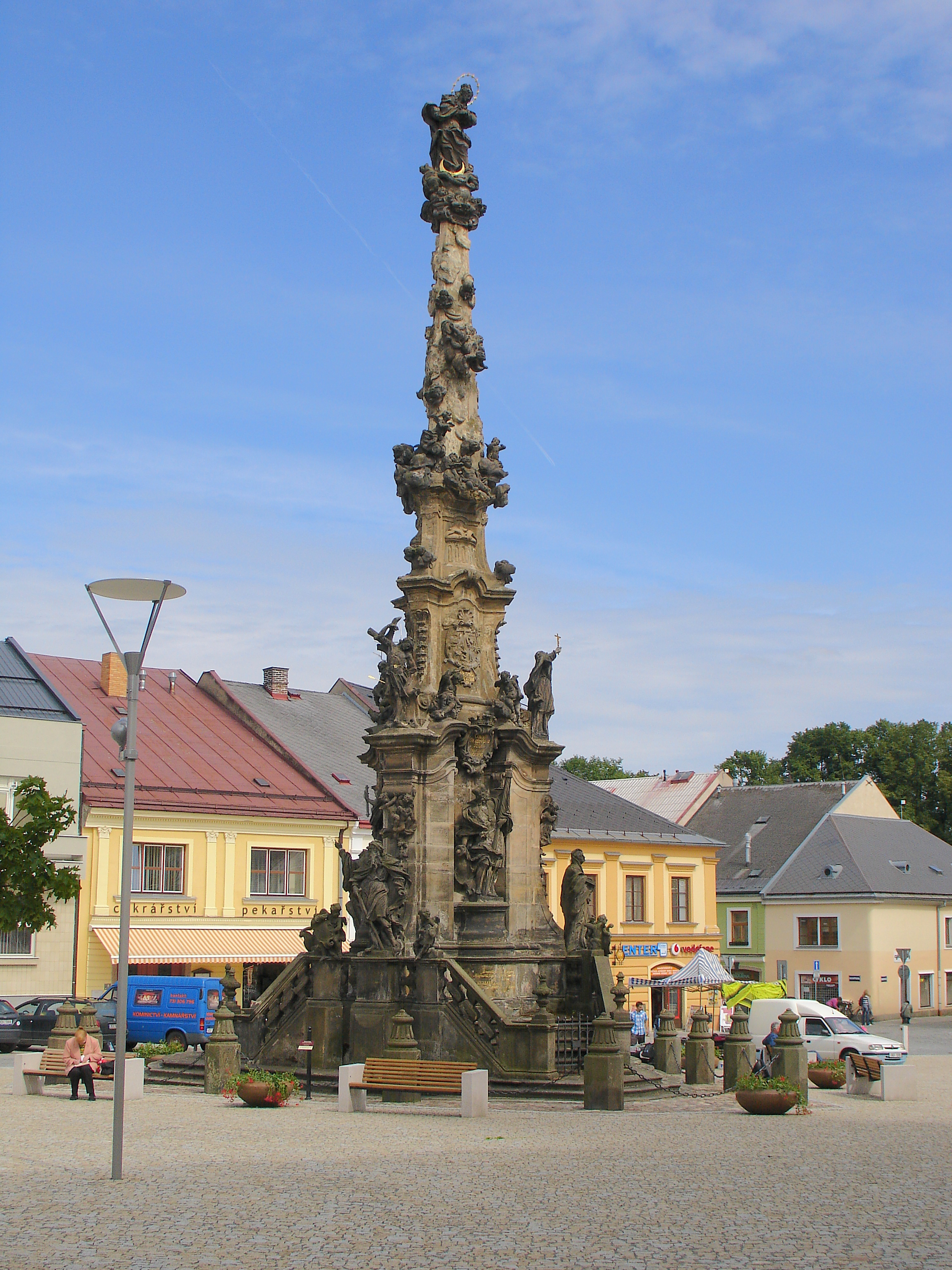
Morový sloup v Poličce

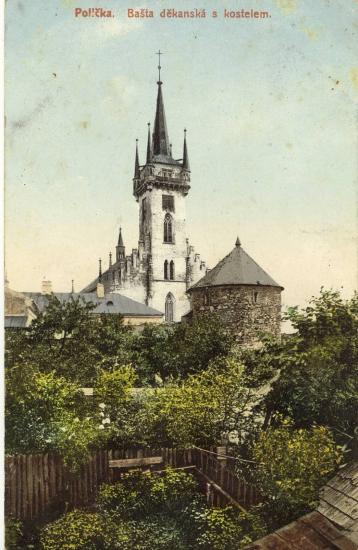
Kostel a děkanská bašta – součást městského opevnění

Polička byla založena jako královské město českým králem Přemyslem Otakarem II. v roce 1265. Lokaci provedl Konrád z Limberka (Cunradus de Lewendorf/Conrad von Lewendorf), který sem přivedl osadníky ze severního Německa. Ve městě se původně nacházel hrad, který zanikl zřejmě v husitských válkách. Město prosperovalo díky cestě vedoucí ze středních Čech do moravských center a uděleným právům (mílovému, várečnému a hrdelnímu). Jeho původní zástavba byla až na kostel a 4 městské brány dřevěná.
V roce 1305 je Polička již zmiňována jako věnné město českých královen. Ve druhé polovině 14. století bylo město vydlážděno, byly stavěny kamenné domy a městské hradby. Opevnění města bylo na vnější straně vysoké 10 m a obsahovalo nově i 19 bašt. Jádro 2,5 m široké hlavní hradby bylo z litého opukového zdiva, které obklopoval tvrdý kámen. Hradby doplňovala předsunutá parkánová zeď a vodní příkop.

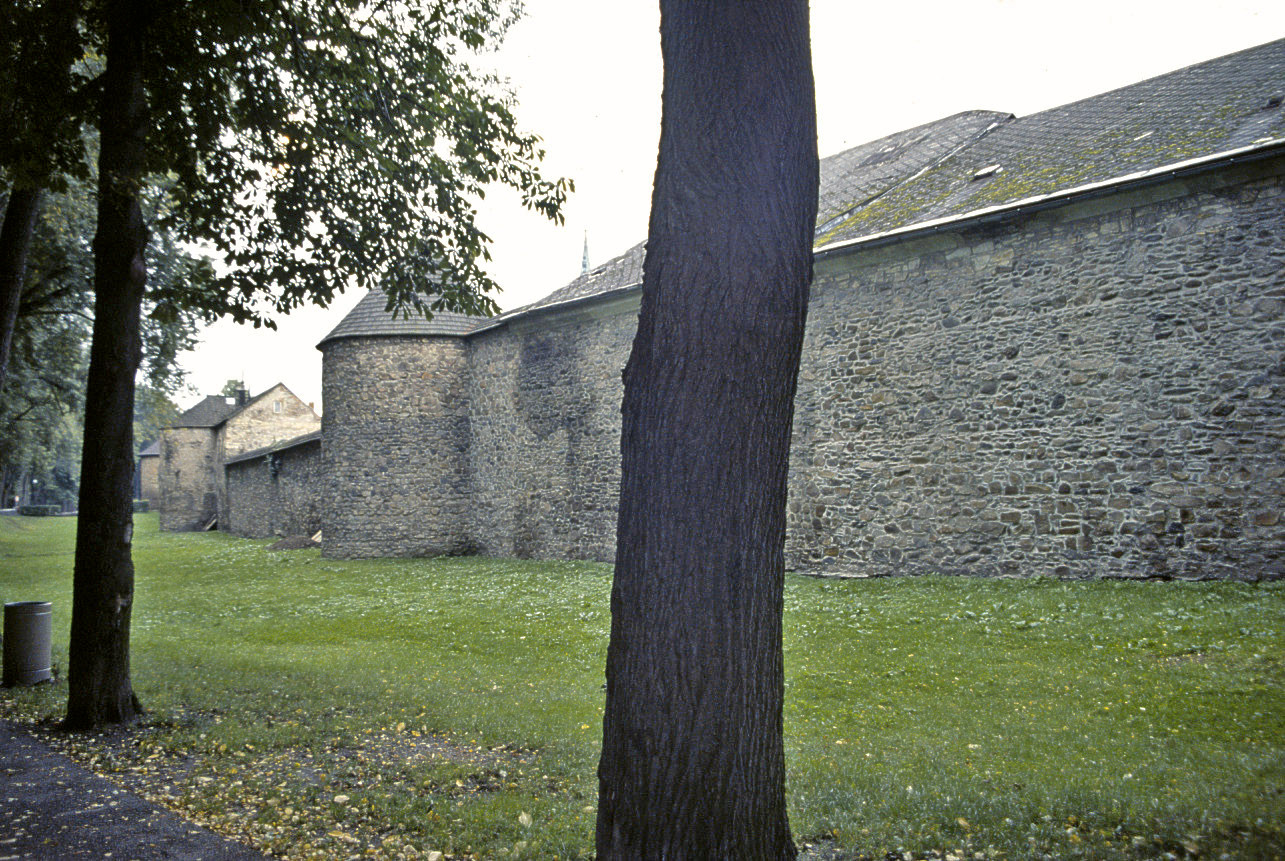
Část městského opevnění

Krizovým byl pro Poličku rok 1421. V něm nejprve město otevřelo bránu Janu Žižkovi, ale posléze bylo vypleněno vojskem Zikmunda Lucemburského. V husitských válkách posléze patřila do umírněného pražského městského svazu. Během vlády Jiřího z Poděbrad posílilo město svoji obranu barbakány pro ochranu 4 bran a dalším vodním příkopem.
Polička se těšila přízni králů z rodu Jagellonců. V roce 1547 byla však aktivní v odboji proti Ferdinandu I. Habsburskému, za což byla tvrdě potrestána. Byla jí pozastavena práva, zkonfiskován nemovitý majetek a uložena pokuta. Za další peníze muselo město statky za 12 let odkoupit zpět. V roce 1567 byl prováděn v královských městech soupis domů. V Poličce jich tehdy bylo 200. Do města po celé 16. století pronikala renesance, která se projevila např. v kostele sv. Michala. Jeho stavbu řídil od roku 1576 stavitel italského původu Ambrož Vlach. Vnějšek kostela byl sice gotizující, ale vnitřek již plně renesanční. Zároveň s kostelem byla na hřbitově vystavěna též hranolová zvonice.
V roce 1613 Poličku zasáhl ničivý požár, který nepostihl pouze gotickou radnici a jihozápadní část města. Po českém stavovském povstání byly městu po roce 1620 znovu odňata privilegia a statky. V dalších letech ho neblaze poznamenala třicetiletá válka, během níž se v něm několikrát objevily švédská i císařská armáda. V roce 1654 bylo v Poličce napočítáno 90 obyvatel, což byla zhruba devítina počtu z před sedmdesáti let.
Rozkvět města nastal v 18. století s jeho barokní přestavbou. Na náměstí byl umístěn 22 m vysoký morový sloup jako dík za ochranu před morem, který se městu vyhnul v roce 1713. Vytvořen byl v letech 1727 až 1731 nejspíše podle návrhu architekta F. M. Kaňky. Sochy byly tvorbou J. F. Pacáka, jehož díla ozdobila i kašnu a zbytek náměstí. Jeho syn František Pacák vytvořil pro kostel 14 zastavení křížové cesty v podobě figur v životní velikosti. Architekt Kaňka se zřejmě podílel také na návrhu nové radnice, která byla postavena v letech 1739 až 1744 po zboření té původní. Součástí radnice se stala též kaple sv. Františka Xaverského vyzdobená v roce 1751. Na hřbitově přibyla kostnice.
Barokní podoba Poličce vydržela do roku 1845, v němž zůstala po dalším požáru ve městě necelá 2 % kamenných domů. Stržen byl v důsledku požáru také kostel sv. Jakuba. O jeho novogotickou podobu se zasloužili pardubický inženýr Antonín Vach a stavitel František Schmoranz z Chrudimi. Výstavba kostela trvala 12 let a vysvěcen byl v roce 1865. Požár výrazně zbrzdil vývoj města po průmyslové stránce. Díky tomu ale zůstaly do značné míry zachované 1220 m dlouhé městské hradby, i když již v první polovině 19. století byly zbořeny všechny 4 brány.
Polička procházela ve druhé polovině 19. století především kulturním rozvojem. Fungovala zde slovanská veřejná čítárna, založeny byly zpěvácký spolek Kollár (1861) a spolek divadelních ochotníků Tyl (1869). Od roku 1870 zde působila tělovýchovná jednota Sokol. O deset let později byl ustaven Musejní spolek Palacký, který dal sbírkový základ Městskému muzeu a galerii. V roce 1890 se ve světničce pověžného (strážce proti ohni ve dne i v noci) v kostele sv. Jakuba narodil později světově proslulý hudební skladatel Bohuslav Martinů, který ve městě dlouho žil a rád se sem vracel. Po určitých peripetiích zde byl i pohřben. V roce 1896, přesněji 15. září, přijel do Poličky první vlak ze Svitav, čímž byl započat průmyslový rozmach města. O rok později železnice spojila Poličku i s krajem na západ položeným: 6. října 1897 byla zahájena doprava na místní dráze Polička - Skuteč (dnes Žďárec u Skutče).
Dvacáté století začalo otevřením učitelského ústavu, který se později proměnil v gymnázium. V roce 1910 byla postavena sokolovna. Za první republiky se město dočkalo dalších škol a nové divadelní budovy (Tylův dům – 1929). V roce 1936 probíhala stavba evangelického kostela. Po mnichovské dohodě byla Polička 10. října 1938 neoprávněně na 6 týdnů zabrána Německem.

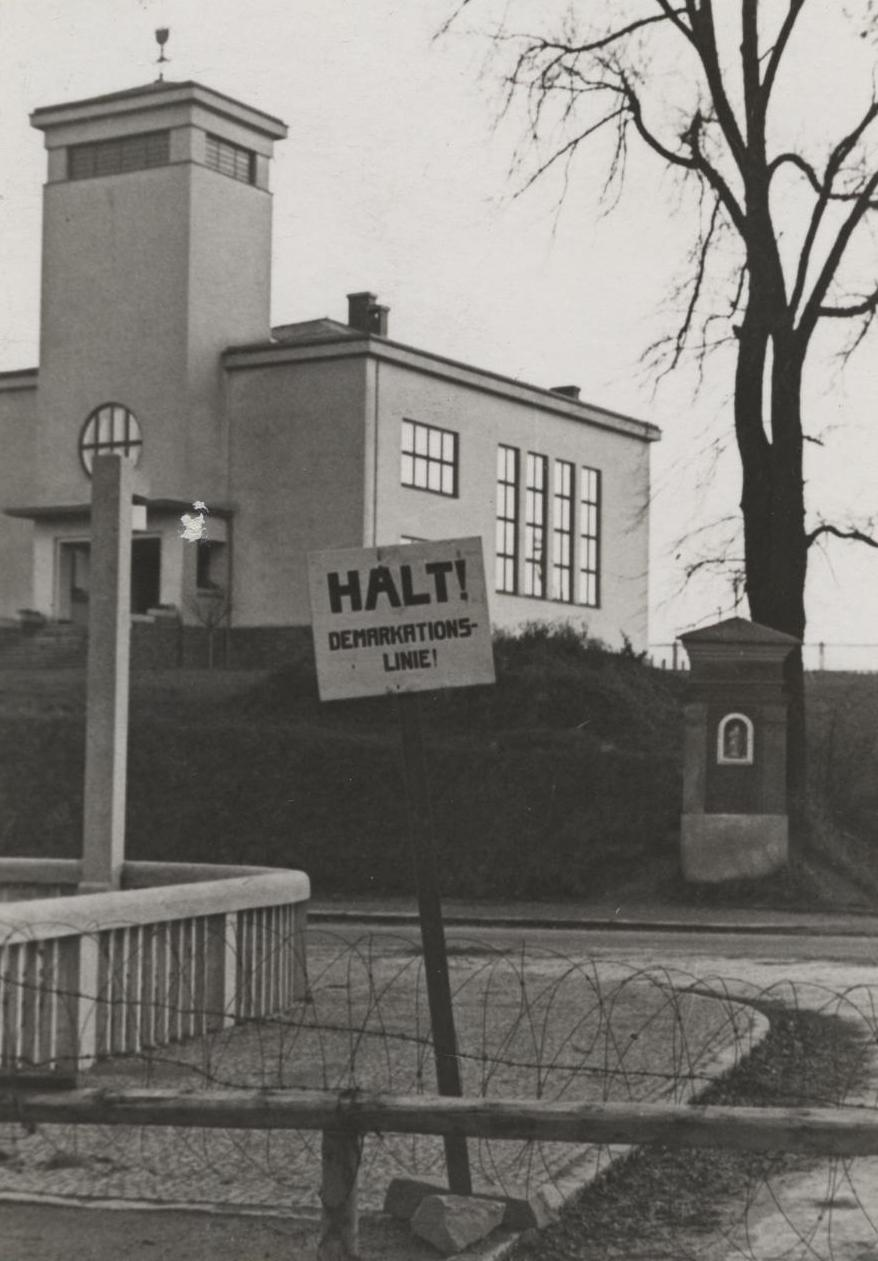
Evangelický kostel za demarkační čárou – rok 1939

Stalo se tak navzdory faktu, že se v ní pouze asi 2,5 % obyvatel hlásilo k německé národnosti. Okolní německé obce však v Říši zůstaly, a tak město během války leželo přímo na hranici s Říšskou župou Sudety. Druhá světová válka pro město skončila 9. května 1945 příchodem Rudé armády a 1. československého armádního sboru. V dalších letech se Polička rozrostla o panelová sídliště a rozvinul se zde průmysl.
Každoročně na podzim se v Poličce od roku 2001 koná mezinárodní soutěž ve sportovním rybolovu Poličský candát. V Poličce vyrostly během posledních let čtyři supermarkety – Penny Market (ul. Hegerova), Plus Discount (nyní Penny Market - ul. Tyršova), Tesco (ul. Hegerova), Lidl (ul. Hegerova) a Billa (ul. Starohradská). 23. února 2017 nastal výbuch Poličských strojíren.

## Památky
- Městské hradby

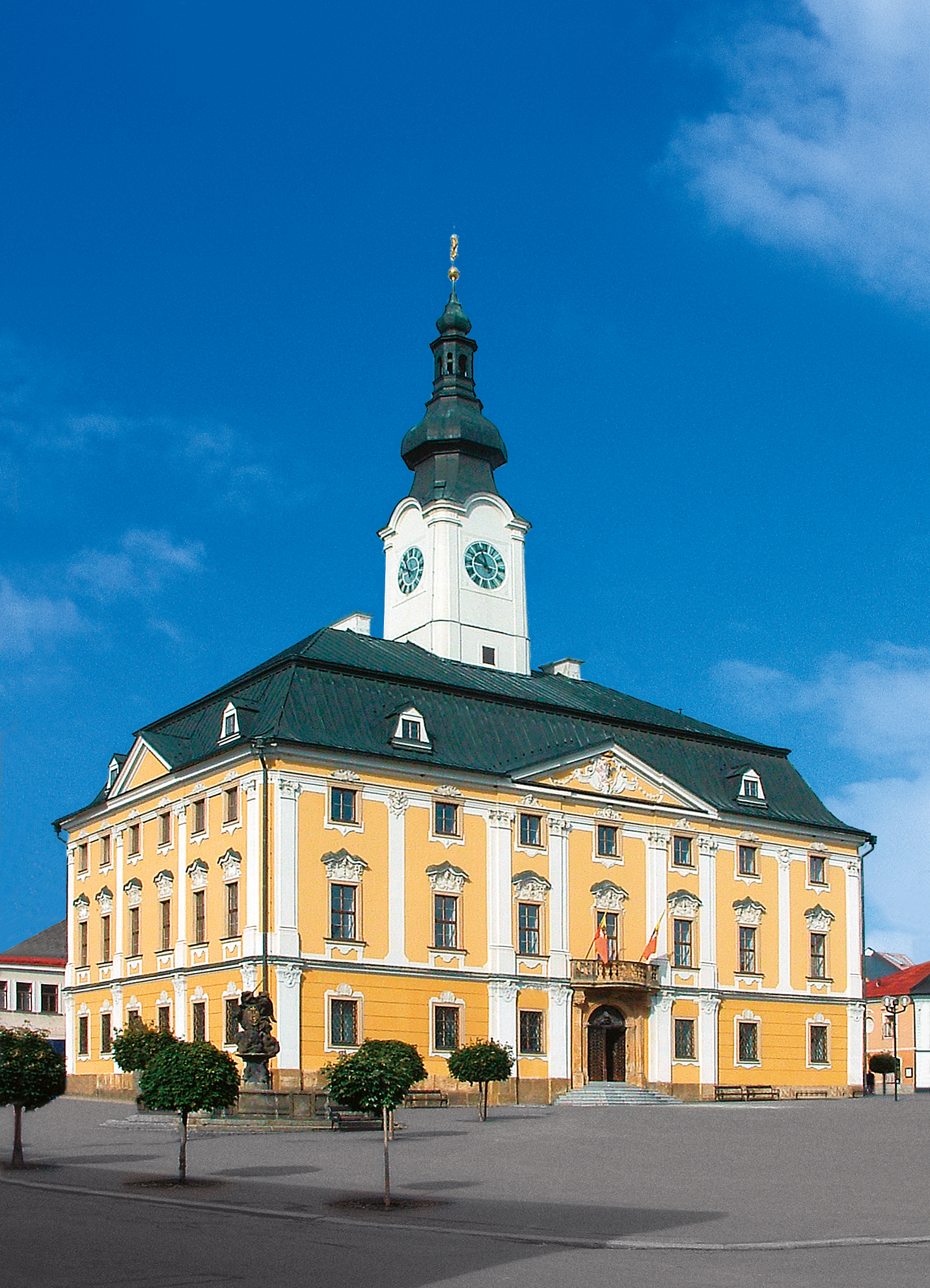
Radnice, národní kulturní památka

- Kostel sv. Jakuba (národní kulturní památka)
- Špitál u kostela svatého Jakuba
- Hřbitovní kostel sv. Michala
- Morový sloup
- Měšťanský pivovar Polička
- Rodný dům těsnopisce Hynka Jakuba Hegera s pamětní deskou
- Radnice (národní kulturní památka) – v jádře gotická radnice postavená asi z poloviny 14. století, dnešní budova je barokní z let 1739–1744, pravděpodobně od Františka Maxmiliána Kaňky[5]
- Soubory rondokubistických činžovních domů

### Místa spojená s osobností Bohuslava Martinů
- Rodná světnička ve věži kostela sv. Jakuba a pamětní deska tamtéž
- Hrob Bohuslava Martinů a jeho ženy
- Centrum Bohuslava Martinů (dříve Památník Bohuslava Martinů)
- Třída Bohuslava Martinů v CBM
- Hudební a přednáškový sál v CBM
- Socha B. Martinů (od Milana Knoblocha z roku 1990 v parku)
- Dům rodiny Martinů v ulici Svépomoc
- Základní umělecká škola Bohuslava Martinů v Poličce
- Ocelový nýtovaný most

## Části obce
- Polička-Město
- Horní Předměstí
- Dolní Předměstí
- Lezník
- Modřec
- Střítež

## Osobnosti spojené s Poličkou
- Jaroslav Daněk – děkan a farář, komunisty perzekuovaný kvůli přečtení pastýřského listu „Hlas biskupů“ z kazatelny.
- Bohumil Eiselt - český lékař, 1. český učitel lékařské fakulty v Praze
- Bohuslav Martinů – hudební skladatel
- Josef Václav Justin Michl – český národní buditel, katolický kněz, středoškolský profesor a spisovatel
- Jiří František Pacák – sochař
- Teréza Nováková – spisovatelka
- Miloslav Bureš – spisovatel
- Josef František Doubek – podnikatel, purkmistr
- Jan Vladislav – básník a překladatel
- Martin Doktor – sportovec (rychlostní kanoistika)
- Libor Grubhoffer – rektor Jihočeské univerzity v Českých Budějovicích
- Jakub Skalník – velvyslanec ČR v Bosně a Hercegovině
- Vojtěch Eduard Šaff — sochař
- Miroslav Kosek – velvyslanec ČR v Lotyšsku
- Zdeněk Altner – advokát (místo posledního odpočinku na centrálním hřbitově)
- Otokar Aleš Kukla – český historik umění a publicista
- Zbyšek Sion – významný český malíř
- Václav Holý – odbojář, poličský rodák
- Vladimír Škacha – československý voják a příslušník výsadku Silver B
- Patrik Hlavsa – básník
- František Picko – učitel a hudebník, jeden ze zakladatelů poličského pěveckého spolku „Kollár“
- Vilém Sallač – vysokoškolský a středoškolský pedagog a lesnický odborník
- Emanuel Bořivoj Kašparides - český malíř samouk, poličský rodák.
- František Procházka (hasič) (1887–1945) – hasič a učitel, člen odboje za druhé světové války

## Veřejná doprava
Městskou autobusovou dopravu v Poličce zajišťují 3 linky.
Poličkou prochází regionální železniční trať Svitavy – Žďárec u Skutče na které leží stejnojmenná stanice, silnice I/34, silnice II/353, silnice II/360 a silnice II/362.

## Partnerská města
- Westerweld Nizozemsko
- Ebes Maďarsko
- Hohenems Rakousko
- Meilen Švýcarsko

Polička je členem Walled towns friendship circle (Kruh přátel hrazených měst).